# IUS (産婦人科学)

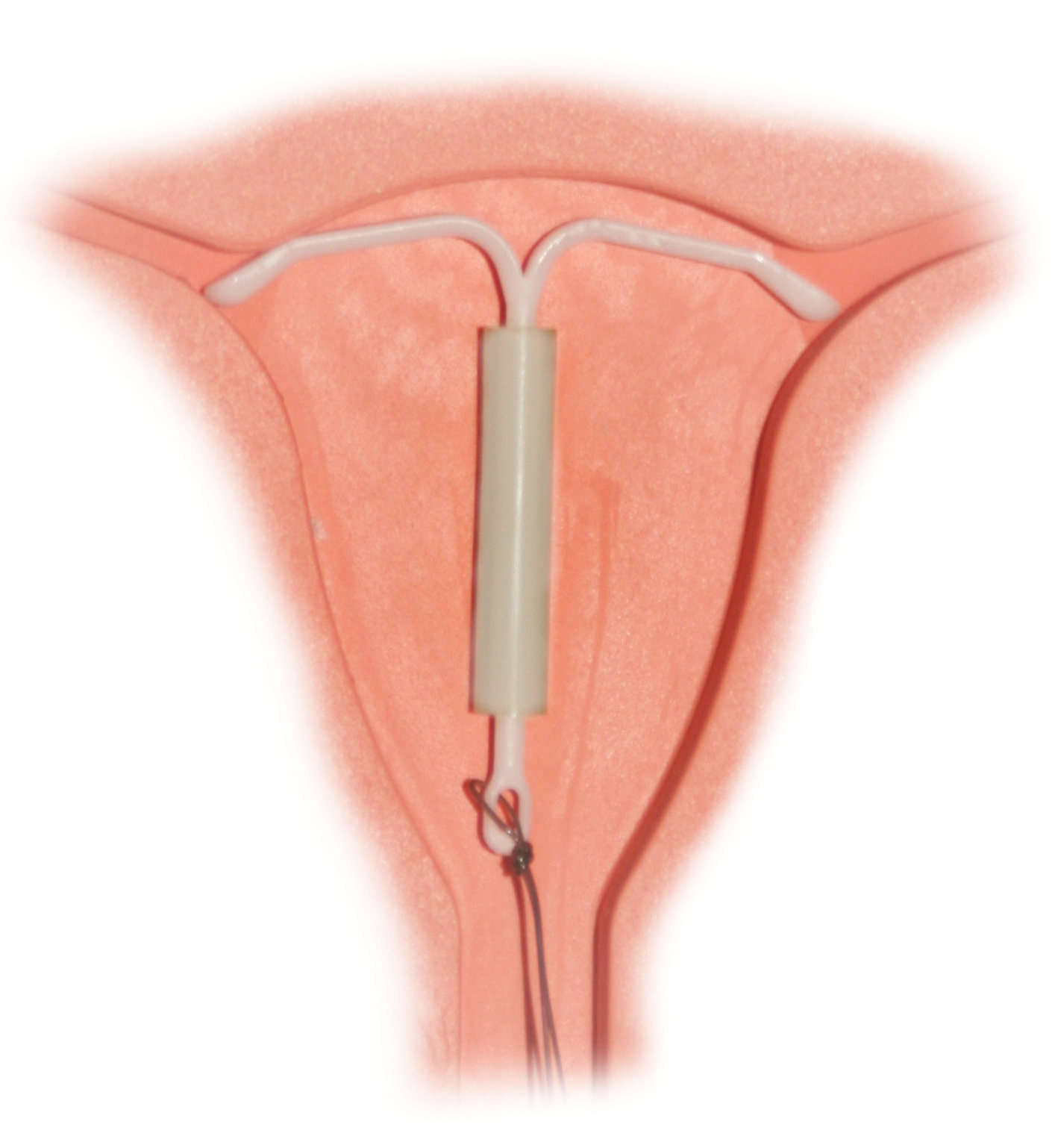
子宮内黄体ホルモン放出システム「ミレーナ」

IUS（英: Intrauterine system,日:子宮内黄体ホルモン放出システム）とは、IUDに黄体ホルモンの徐放部分を追加して避妊効果を高めた製剤である。IUDと同様に、主に経産婦向けに子宮内に留置して使用される。

## 概要
intrauterine device(IUD:)と似ているが、IUDは受精卵の着床阻害効果のある避妊医療機器を意味するのに対し、IUSは一度装着すれば最長5年間黄体ホルモンを子宮内から放出させる医薬品を意味する。一方、IUDの避妊効果は2-5年であり、黄体ホルモンが付加されていないので、授乳中のような産後直後から使用できるのメリットがある。
日本では処方箋医薬品（医療用医薬品）としての規制を受けており、日本では2007年より「ミレーナ」が製造承認を取得し、自由診療で用いられていた。2014年に過多月経および月経困難症の保険適応が追加された。

## 特徴（IUDとの違い）
IUSは子宮内に装着することにより長期間避妊効果を発揮する点では、子宮内避妊器具（IUD）と似ている。しかし、IUDは医療機器であるのに対し、IUSは医薬品である。IUSの「ミレーナ」は「レボノルゲストレル放出子宮内システム（LNG-IUS; 英: levonorgestrel-releasing intrauterine system）」という、従来と異なる新しいタイプの避妊法である。過多月経、月経困難症 にも適応がある。ただし過多月経の場合、器質性過多月経の患者では、原疾患の治療を優先することが必要とされる。
- 「薬物を子宮内に放出する」ために薬剤放出部を留置する器具としてIUDのT型フレームを使用。
- 経口避妊薬と同等の避妊効果と子宮内避妊用具の特長である長期間にわたる避妊が可能。
- 過多月経の女性には推奨できないIUDと異なり、月経時の出血量が軽減。
- 出産経験があり、これ以上妊娠を希望しない女性、次の出産まで期間をあけたい女性、長期にわたり避妊を望む女性に使用できる。
- 装着期間は最長5年間で長期間にわたる避妊が可能。

## ミレーナの製品概要
- 開発国：フィンランド
- 開発会社：Schering Oy社（現 Bayer Schering Pharma Oy社）
- 商標名：ミレーナ®52mg（英: MIRENA®）
- 発売会社：バイエル薬品

### 開発の経緯
- 1970年代後半 - IUDに黄体ホルモンとしてレボノルゲストレルを加えることにより、高い避妊効果と長期間にわたる避妊効果が可能である製剤の開発を開始。
- 1990年 - フィンランドにおいて世界で初めて承認・発売
- 2007年 - 日本で子宮内避妊具として承認・発売（処方箋医薬品、自由診療）
- 2014年6月 - 日本で過多月経の適応追加
- 2014年11月 - 日本で月経困難症の適応追加

### 作用機序
避妊
- レボノルゲストレルを子宮内に持続的に放出することにより、子宮内膜に作用
- 子宮頸管粘液の粘性を高めて精子の通過を阻止

過多月経、月経困難症
- 子宮内膜への形態学的変化をもたらす作用により、月経血量を減少させるとともに、月経困難症の症状を軽減させると考えられている。

### 注意事項
- 妊婦又は妊娠している可能性のある女性には装着させない。妊娠した場合は原則として除去するが、その際自然流産の可能性があることを充分に説明する必要がある。
- 本剤を「避妊」の目的で使用した場合には、保険給付の対象とはならない（自由診療）。
- HIV感染（エイズ）及び他の性感染症（梅毒、性器ヘルペス、淋病、クラミジア感染症、尖圭コンジローマ、腟トリコモナス症、B型肝炎等）を防止するものではない。コンドームの使用が有効であることを使用者に充分説明すること。